# Massarosa
Massarosa é uma comuna italiana da região da Toscana, província de Lucca, com cerca de 20 036 habitantes. Estende-se por uma área de 68 km², tendo uma densidade populacional de 295 hab/km². Faz fronteira com Camaiore, Lucca, Vecchiano (PI), Viareggio.
Durante a Campanha da Itália, no rompimento da Linha Gótica em setembro de 1944, foi a primeira cidade a ser tomada pela Força Expedicionária Brasileira.

## Demografia
| Variação demográfica do município entre 1861 e 2011                               |
|                                                                                   |
| Fonte: Istituto Nazionale di Statistica (ISTAT) - Elaboração gráfica da Wikipedia |